# متلازمة توربينات (عنفة) الرياح

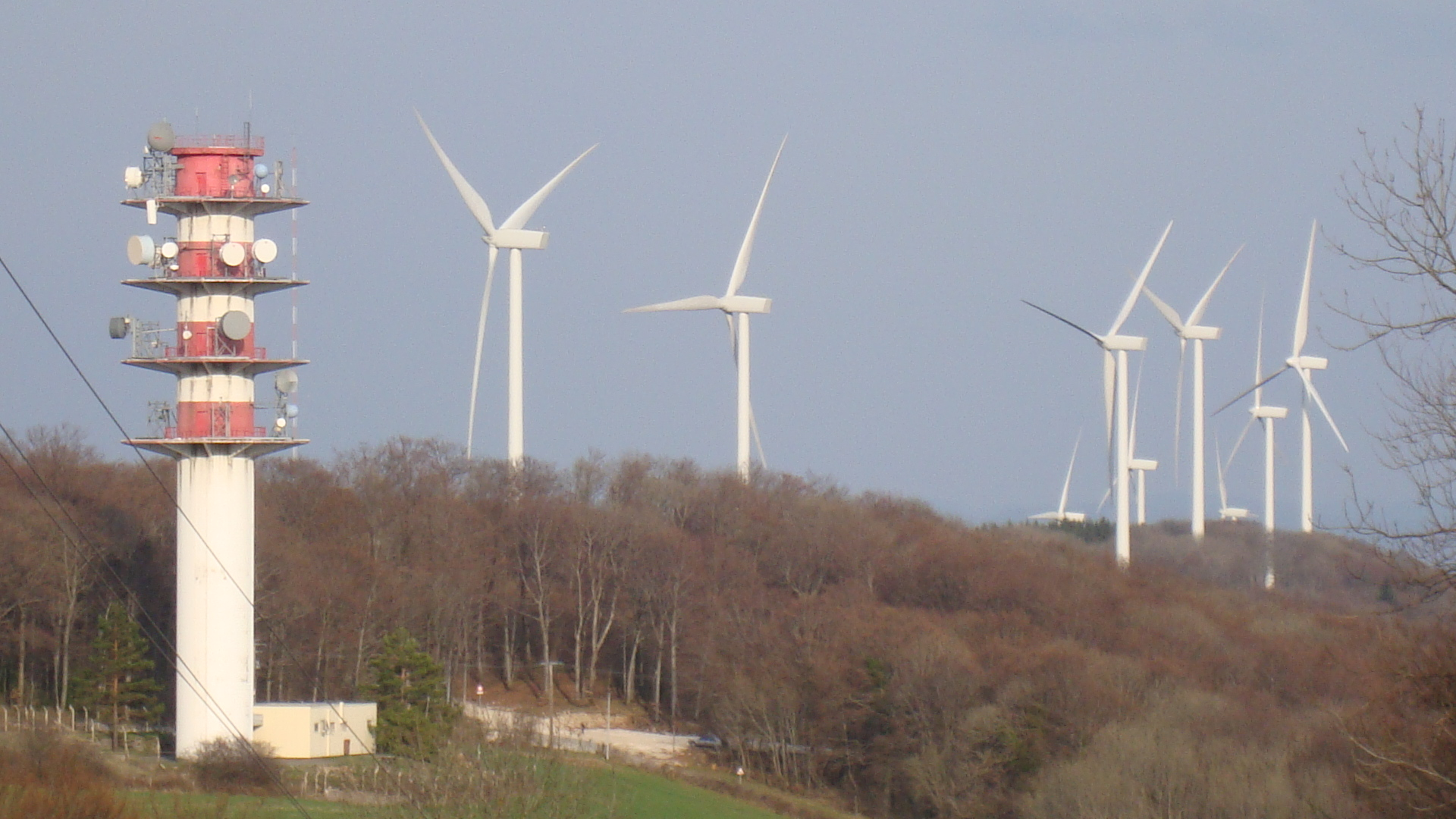
مزرعة الرياح في لومونت

متلازمة توربينات (عَنَفة) الرياح (بالإنجليزية: Wind turbine syndrome)‏ ومتلازمة مزرعة ريحية هي مُصطلحات للتأثيرات الضّارة المزعومة على صحة الإنسان المتعلقة بقرب توربينات الرياح من الإنسان. يدّعي المؤيدون أن هذه الآثار تشمل التشوهات الخَلقية، السرطان والموت. والتي لا يوجد دعم علمي لها. ومع ذلك، فإن توزيع الأحداث المسجلة يرتبط بالتغطية الإعلامية لمتلازمة مزرعة ريحية نفسها، وليس مع وجود أو عدم وجود مزارع ريحية. لم يتم التعرف على أي من المصطلحين من قبل أي نظام تصنيف دولي للأمراض، كما أنهما لا يظهران في أي عنوان أو ملخص في قاعدة بيانات PubMed التابعة للمكتبة الوطنية الأمريكية للطب. تم وصف متلازمة توربينات الرياح بأنها علم زائف.
إحدى المزارع الأسترالية التي تُموّل من صناعة الوقود الأحفوري، هي مؤسسة ووبرا، وهي عبارة عن مزارع مضادة للرياح، والتي عُرفت من بين المشاركين في ترويج فكرة متلازمة توربينات الرياح. أدى تحقيق إلى انّ المؤسسة (ووبرا) سُرقت (سُرق التمويل المقدم لها)، بالتالي تم احالتها وتجريدها من مكانتها كمؤسسة خيرية لتعزيز الصحة.